# Cottbus
Cottbus (Nedersorbisch: Chóśebuz) is een kreisfreie Stadt in de Duitse deelstaat Brandenburg. De stad telt 98.693 inwoners (31 december 2020) op een oppervlakte van 164,28 km². In Cottbus wonen een aantal leden van de Sorbische minderheid.

## Geschiedenis
De geschiedenis van Cottbus kan bijna 2000 jaar terug in de tijd gevolgd worden. In de vierde eeuw van onze jaartelling vestigden zich de eerste mensen. Uit overgebleven geschriften kwamen meer dan 130 verschillende schrijfwijzen van de naam Cottbus tevoorschijn. Een paar namen daarvan zijn Kotwos, Cothebuz en Godabuss. De oudste bekende naam is Chotebuz en de meest ongewone naam is Kukubuzl.
De stad was gedurende 30 jaar tijdens de oorlog van 1618 tot 1648 overgeleverd aan de legertroepen. Dit leger werd door Wallenstein een officier van de Duitse keizer aangevoerd. Deze bracht de stad veel vernietiging en plundering toe. Aan het eind van de oorlog woonden er nog maar 100 mensen in Cottbus.
Met de toenemende industrie werd Cottbus een stad van meer belang. Door de bouw van een spoorwegennetwerk werd Cottbus een belangrijk verkeersknooppunt. Toen werden er ook veel nieuwe bedrijven in Cottbus opgericht. Met name op het gebied van de textiel industrie. Mede door deze industriële groei was er meer werkgelegenheid dus nam het inwoneraantal flink toe.

## Kernen
Het stadsgebied van Cottbus is in 19 stadsdelen onderverdeeld, deze zijn:
- (1) Mitte (Srjejź)

Stadsdelen van Cottbus

- (2) Neu und Alt Schmellwitz (Chmjelow)
- (3) Sandow (Žandow)
- (4) Spremberger Vorstadt (Grodkojske pśedměsto)
- (5) Ströbitz (Strobice)
- (6) Sielow (Žylow)
- (7) Saspow (Zaspy)
- (8) Merzdorf (Žylowk)
- (9) Dissenchen (Dešank)
- (10) Branitz (Rogeńc)
- (11) Madlow (Modłej)
- (12) Sachsendorf (Knorawa)
- (13) Döbbrick (Depsk)
- (14) Skadow (Škodow)
- (15) Willmersdorf (Rogozno)
- (16) Kahren (Korjeń)
- (17) Kiekebusch (Kibuš)
- (18) Gallinchen (Gołynk)
- (19) Groß Gaglow (Gogolow)

## Mobiliteit
De stad heeft een spoorwegstation en wordt bediend door een tram- en busnet dat uitgebaat wordt door Cotbussverkehr GmbH.

## Cultuur

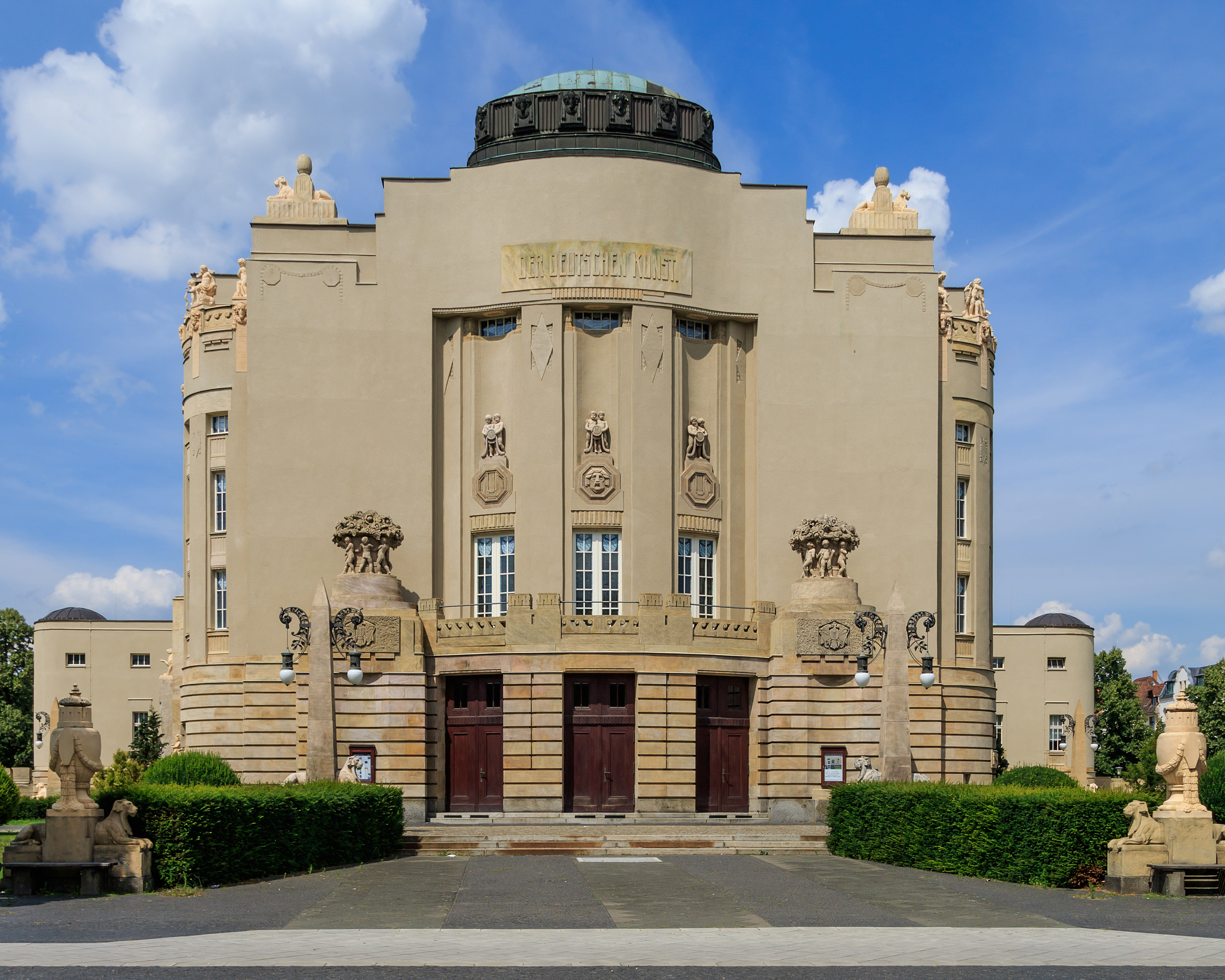
Staatstheater Cottbus

De stad Cottbus kent een veelheid aan theatergezelschappen, theaters en ensembles. Het bekendste is wel het Staatstheater Cottbus van de architect Bernhard Sehring. Het is het enige staatstheater in Brandenburg en biedt plaats aan toneel, muziektheater en ballet.
De evenementenzaal Stadthalle biedt daarnaast regelmatig plaats aan internationale gezelschappen zoals het Chinese staatscircus, het Russische staatsballet en sterren uit de wereld van de popmuziek, volksmuziek en schlager.
Het kleine theater, TheaterNative C, werd in 1989 als privétheater opgericht en is uitgegroeid tot een belangrijke exponent binnen de lokale kunstscene. Het biedt toneel, cabaret, revue, alsook kindertheater en experimentele voorstellingen.
Het piccolo-theater Puppenbühne Regenbogen is sinds 1991 een theater voor kinderen en jeugd.
Verder zijn in de stad het Philharmonisches Orchester Cottbus, de Singakademie Cottbus, de Cottbuser Kindermusical, het kinder- en jeugdensemble Pfiffikus, het studententheater Bühne 8, alsook het Theater an der Wendeschleife.

## Voetbal
Nog voor het einde van de negentiende eeuw had Cottbus drie voetbalclubs: SC Alemannia, FV Brandenburg en Britannia (na de Eerste Wereldoorlog Cottbuser FV 1898). Enkel Alemannia (vanaf 1913 na een fusie Cottbuser SC 1896) kon in de begindagen twee keer aan de eindronde om de Duitse landstitel deelnemen en werd één keer kampioen van Zuidoost-Duitsland. De clubs konden wel een aantal regionale titels winnen in de competitie van Neder-Lausitz, maar in de regionale eindronde moesten ze meestal hun meerdere erkennen in de Silezische clubs. Na de competitiehervorming van 1933 waarbij de clubs van Cottbus in de nieuwe competitie met de Berlijnse clubs werden ingedeeld en deze te sterk waren, verdwenen de clubs van Cottbus al snel uit de hoogste klasse. 
Na de Tweede Wereldoorlog verdwenen de historische clubs uit Cottbus. In 1966 werd dan Energie Cottbus opgericht als nieuwe grootmacht voor de stad. De club speelde meestal in de DDR-Liga maar kon ook zeven seizoenen in de DDR-Oberliga spelen. Na de Duitse hereniging zakte de club enkele jaren naar de derde klasse maar kon eind jaren negentig promoveren naar de 2. Bundesliga en in 2000 zelfs naar de Bundesliga. De club speelde drie seizoenen in de Bundesliga en na drie jaar afwezigheid opnieuw drie seizoenen. Tot 2016 was de club de laatste club uit Oost-Duitsland die in de Bundesliga gespeeld had. In 2014 degradeerde de club ook uit de 2. Bundesliga en in 2016 zelfs uit de 3. Liga.

## Geboren
- Gabriele Reinsch (1963), atlete
- Robert Harting (1984), atleet
- Tony Martin (1985), wielrenner
- Benjamin Starke (1986), zwemmer
- Christoph Harting (1990), atleet

## Stedenbanden
- Zielona Góra (Polen), sinds 1975
- Saarbrücken (Duitsland), sinds 1987

Barnim · Brandenburg an der Havel · Cottbus · Dahme-Spreewald · Elbe-Elster · Frankfurt (Oder) · Havelland · Märkisch Oderland · Oberhavel · Oberspreewald-Lausitz · Oder-Spree · Ostprignitz-Ruppin · Potsdam · Potsdam-Mittelmark · Prignitz · Spree-Neiße · Teltow-Fläming · Uckermark